# قطعنامه ۸۳۲ شورای امنیت
قطعنامه ۸۳۲ شورای امنیت سازمان ملل متحد که در تاریخ ۲۷ مه ۱۹۹۳ تصویب شد، سندی بین‌المللی دربارهٔ السالوادور است. این قطعنامه طی نشست ۳۲۲۳ام با ۱۵ رای موافق، ۰ مخالف و ۰ ممتنع تصویب شد.